# Попередньо напружений залізобетон
Попередньо напружений залізобетон — залізобетон, в якому заздалегідь, на стадії виготовлення конструкції, створюють внутрішнє напруження розтягу в арматурі і стиску в бетоні. Виготовляють його з важких бетонів, легких бетонів або бетонів інших видів й арматурної сталі, яку напружують електротермічним, механічним, електротермомеханічним або іншим способом. Попередньо напружений залізобетон відзначається високою тріщиностійкістю, меншою на 25—70 % порівняно з звичайним залізобетоном металомісткістю, ефективнішим використанням високоміцних сталей і бетонів тощо.